# Renzo Fratini
Renzo Fratini (Urbisaglia, 25 aprile 1944) è un arcivescovo cattolico italiano.

## Biografia
Nasce ad Urbisaglia, riceve l'ordinazione presbiterale il 6 settembre 1969 dal vescovo Ersilio Tonini, in seguito cardinale.
Frequenta la Pontificia Accademia Ecclesiastica ed entra nel servizio diplomatico della Santa Sede. A partire dal 1974 serve nelle rappresentanze pontificie di Giappone, Nigeria, Etiopia, Grecia, Ecuador, Gerusalemme, Palestina e Francia.
Il 7 agosto 1993 è nominato da papa Giovanni Paolo II pro-nunzio apostolico in Pakistan ed elevato ad arcivescovo titolare di Botriana.
Riceve la consacrazione episcopale il 2 ottobre 1993 dal cardinale Angelo Sodano, co-consacranti l'arcivescovo Crescenzio Sepe (poi cardinale) e il vescovo Francesco Tarcisio Carboni.
L'8 agosto 1998 è trasferito come nunzio apostolico in Indonesia e il 24 giugno 2003 anche per Timor Est.
Il 27 gennaio 2004 riceve l'incarico di nunzio apostolico per la Nigeria, in Africa, continuando così la sua missione in un altro paese dove il cattolicesimo è una minoranza perseguitata o senza diritti riconosciuti, come nei precedenti casi di Pakistan e Indonesia.
Il 20 agosto 2009 papa Benedetto XVI lo nomina nunzio apostolico per la Spagna e per il Principato di Andorra, dove subentra all'arcivescovo Manuel Monteiro de Castro. In Spagna arriva durante il secondo governo Zapatero, uno dei più laicisti d'Europa, in un momento in cui le relazioni tra lo stato spagnolo e la Chiesa cattolica sono piuttosto deteriorate.
Nella carica è rimasto fino al 2019, quando gli è subentrato Bernardito Cleopas Auza

## Genealogia episcopale e successione apostolica
La genealogia episcopale è:
- Cardinale Scipione Rebiba
- Cardinale Giulio Antonio Santori
- Cardinale Girolamo Bernerio, O.P.
- Arcivescovo Galeazzo Sanvitale
- Cardinale Ludovico Ludovisi
- Cardinale Luigi Caetani
- Cardinale Ulderico Carpegna
- Cardinale Paluzzo Paluzzi Altieri degli Albertoni
- Papa Benedetto XIII
- Papa Benedetto XIV
- Papa Clemente XIII
- Cardinale Marcantonio Colonna
- Cardinale Giacinto Sigismondo Gerdil, B.
- Cardinale Giulio Maria della Somaglia
- Cardinale Carlo Odescalchi, S.I.
- Vescovo Eugène de Mazenod, O.M.I.
- Cardinale Joseph Hippolyte Guibert, O.M.I.
- Cardinale François-Marie-Benjamin Richard
- Cardinale Pietro Gasparri
- Cardinale Clemente Micara
- Cardinale Antonio Samorè
- Cardinale Angelo Sodano
- Arcivescovo Renzo Fratini

La successione apostolica è:
- Vescovo John Ifeanyichukwu Okoye (2005)
- Vescovo Paulinus Chukwuemeka Ezeokafor (2007)
- Vescovo Anthony Ademu Adaji, M.S.P. (2007)
- Vescovo Hyacinth Oroko Egbebo, M.S.P. (2008)
- Vescovo Augustine Tochukwu Ukwuoma (2008)
- Vescovo Callistus Valentine Onaga (2009)
- Vescovo Ginés Ramón García Beltrán (2010)
- Vescovo Juan Carlos Elizalde Espinal (2016)
- Vescovo Manuel Herrero Fernández, O.S.A. (2016)